# Oktateuch

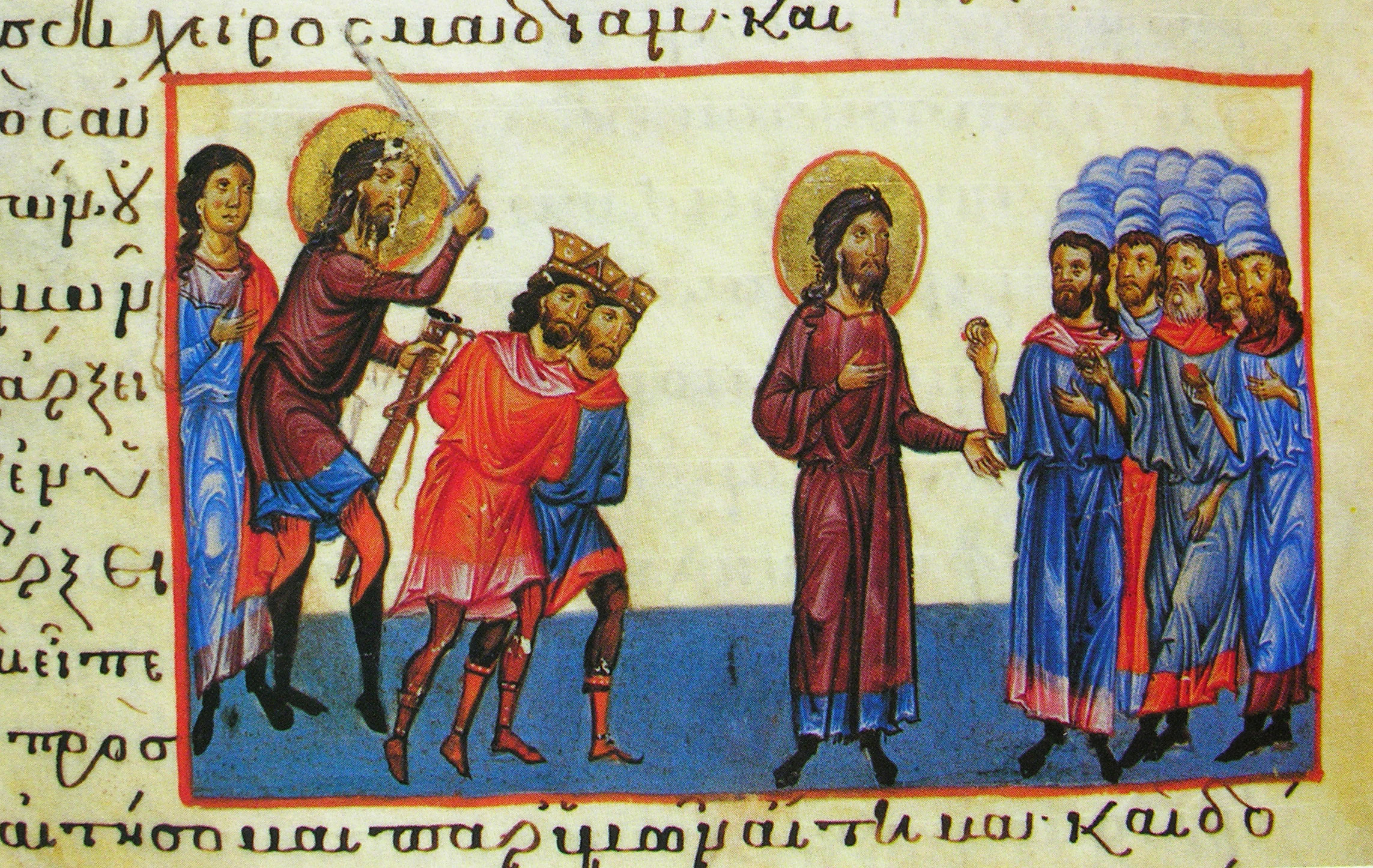
Codex Vatopedinus 602

Oktateuch (altgriechisch ἡ ὀκτάτευχος „Schrift aus acht Teilen“) bezeichnet die ersten acht Bücher des Alten Testaments in griechischen Handschriften (Septuaginta). Dies sind die fünf Bücher Mose (Pentateuch), die Bücher Josua, Richter und Ruth.

Für die hebräische Bibel wird der Begriff nicht verwendet, da das Buch Ruth dort an einer späteren Stelle steht.
Seit dem 9./10. Jahrhundert sind zahlreiche separate Oktateuch-Handschriften bekannt (vgl. Liste der Septuaginta-Handschriften). Einige Oktateuchs haben viele farbige Miniaturdarstellungen. Herausragende Handschriften sind:
- Laur. Plut. 5.38, Florenz (ohne Min.)
- Vaticanus Graecus 747, 11. Jh., Rom
- Smyrna A1, 12. Jh.
- Topkapi Graecus 8, 12. Jh., Istanbul
- Vaticanus Graecus 746, 12. Jh., Rom
- Codex Vatopedinus 602, Ende 13. Jh., Kloster Vatopedi, Athos.

Auch andere Schriften in griechischer Sprache, die acht Teile beinhalten, werden als Oktateuch bezeichnet:
- Octateuch Clementine, 8. Jh., kanonische Schrift von Clemens von Rom